# 채박사
채박사는 《포켓몬스터 W》에 나오는 등장인물이다.